# Orchestra Song
William Schuman componeerde zijn Orchestra Song in 1963.
Het is een arrangement van een oud Oostenrijks volksliedje. Het geheel is als wals (driekwartsmaat) uitgeschreven, maar zeker tegen het eind klinkt het alsof de wals in vierkwartsmaat (marsgelijkend) is geschreven. Door de instrumentatie kan worden gesteld dat het een werk is van Johann Strauss, maar dan op Amerikaanse wijze uitgevoerd, dat wil zeggen met veel koperblazers.
De compositie van 3 minuten beleefde haar première op 11 april 1964 door het New York Philharmonic onder leiding van André Kostelanetz.

## Bron
- Uitgave van Naxos

Symfonieën: Symfonie nr. 1 · 2 · 3 · 4 · 5 · 6 · 7 · 8 · 9 · 10

Werken: Variations on "America" · A Song of Orpheus · Circus Overture · Night Journey · Orchestra Song